# USS Perch (SS-313)
Za druga plovila z istim imenom glejte USS Perch.
USS Perch (SS-313) je bila jurišna podmornica razreda balao v sestavi Vojne mornarice Združenih držav Amerike.